# Xie He
Xie He (chino tradicional: 謝赫, chino simplificado: 谢赫, pinyin: Xiè Hè, Wade-Giles: Hsieh He) fue un escritor chino del siglo V, durante las dinastías Liu Song y Qi meridional.
Xie es famoso sobre todo por sus "Seis Principios de la Pintura" (绘画六法, huìhuà liùfǎ), extraídos del prefacio de su obra El registro de la clasificación de los antiguos pintores (古画品录, gǔhuà pǐnlù)., con lo que se considera uno de los primeros historiadores del arte y críticos de arte.